# Navire de commerce

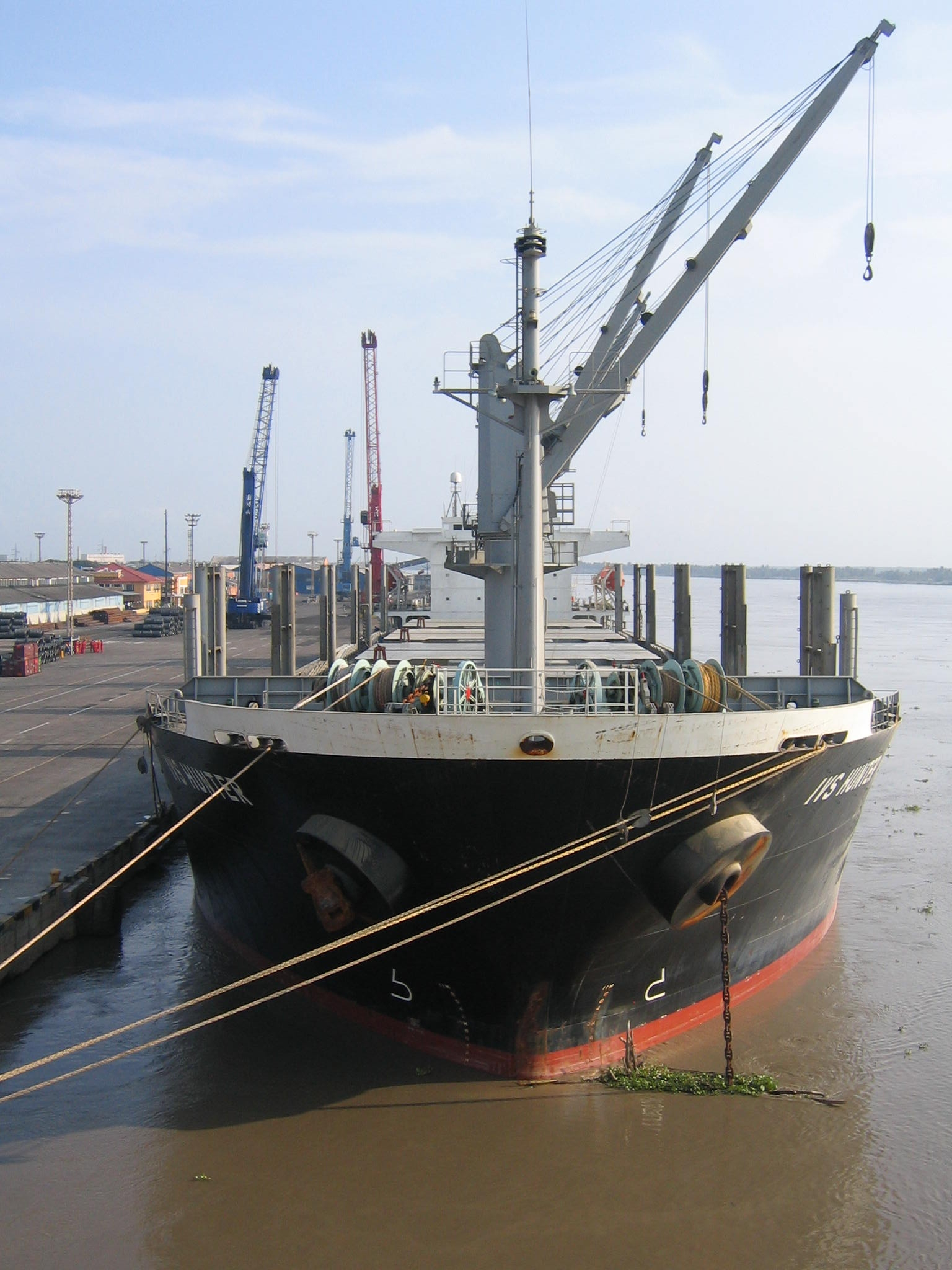
Vraquier à quai

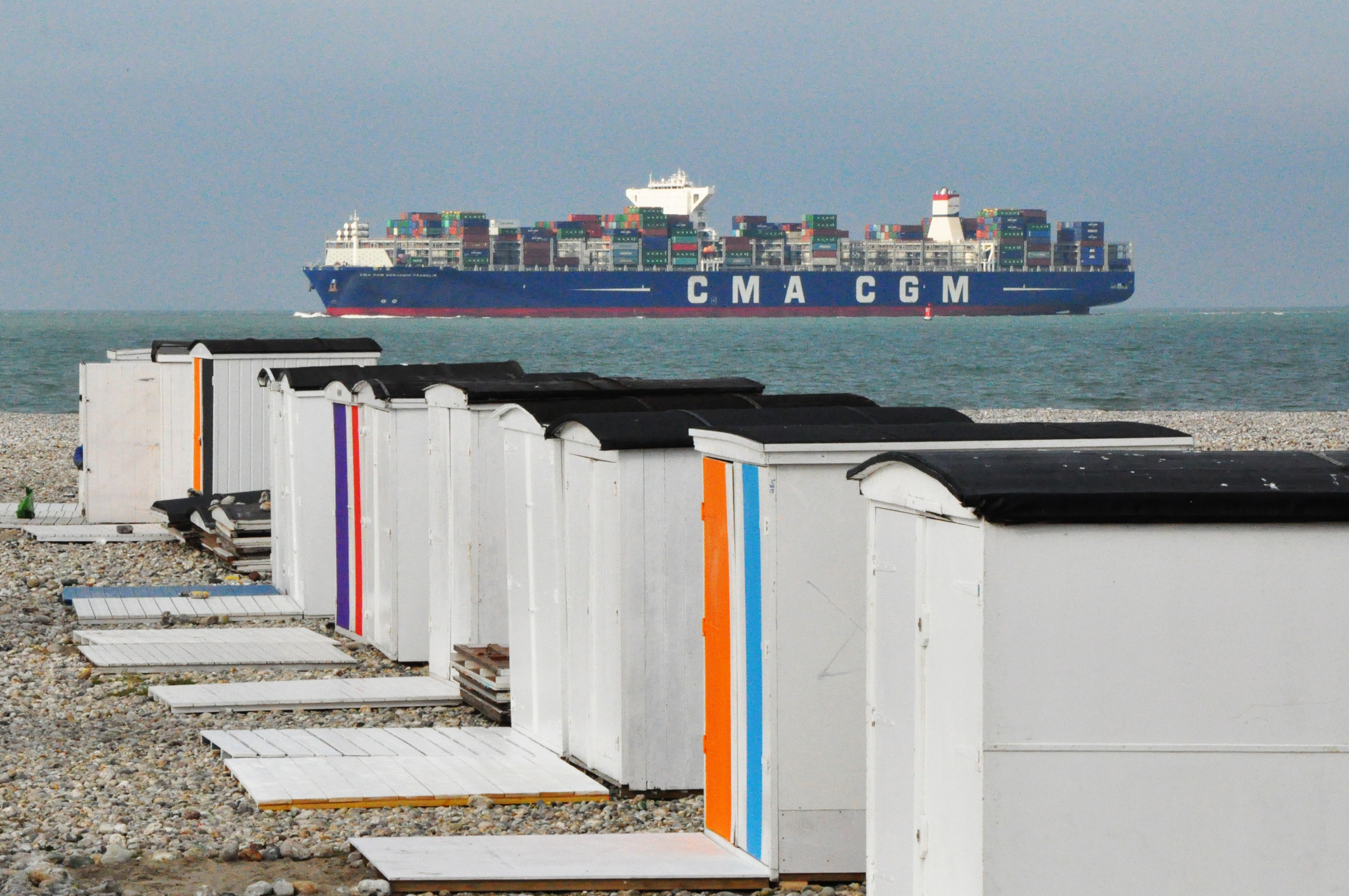
Cargo CMA-CGM au large du Havre

Un navire de commerce, appelé aussi navire marchand ou bateau cargo, est un navire ou un bateau conçu pour être utilisé à des fins commerciales. On distingue deux grandes catégories parmi ces navires cargo 
- les cargos (ou « navires de charge ») destinés au transport de marchandises, sèches ou liquides ;
- les navires de services et navires spécialisés.

## Description
Parmi leurs points communs, l'immense majorité de ces navires possède une coque en acier ou en alliage d'aluminium pour les plus rapides et sont des monocoques (sauf pour les ferrys rapides). Leur propulsion se fait de façon mécanique, généralement avec un moteur Diesel faisant tourner une hélice unique. À nouveau, les navires rapides peuvent utiliser des turbines à gaz et des hydrojets. En raison de la constante augmentation des prix des hydrocarbures ainsi qu'à la prise de conscience internationale qu'une réduction des émissions de dioxyde de carbone dans l'atmosphère était nécessaire, certains projets sont mis ou remis en œuvre :
- l'assistance par cerf-volant de traction ;
- propulsion mixte par énergie d'origine solaire/éolienne ;
- propulsion mixte éolienne/thermique.